# Arroyo Bayucuá Grande
El arroyo Bayucuá Grande es un curso de agua uruguayo que atraviesa el departamento de  Salto perteneciente a la cuenca hidrográfica del Río de la Plata.
Nace en la Cuchilla del Daymán y desemboca en el río Daymán.